# ماساشی وادا
ماساشی وادا (انگلیسی: Masashi Wada؛ زادهٔ ۱۱ آوریل ۱۹۹۷) بازیکن فوتبال اهل ژاپن است.
از باشگاه‌هایی که در آن بازی کرده‌است می‌توان به باشگاه فوتبال یوکوهاما مارینوس اشاره کرد.